# Associazione Calcio Femminile Milan 82 Salvarani 1993-1994
Questa voce raccoglie le informazioni riguardanti la Associazione Calcio Femminile Milan 82 Salvarani nelle competizioni ufficiali della stagione 1993-1994.

## Organigramma societario
Area direttiva
- Presidente: Letizia Girdelli
- Vice presidente: Angelo Di Pasquale
- Direttore Sportivo: Mario Fiore

Area organizzativa
- Segretario:

Area comunicazione
- Addetto stampa: Giampiero Scevola

Area tecnica
- Allenatore: Mario Familiari

Area sanitaria
- Medico sociale: Domenico Bellistri

## Rosa
Rosa aggiornata all'inizio della stagione.
| N. |                   | Ruolo | Calciatrice        |
| -- | ----------------- | ----- | ------------------ |
|    | Italia (bandiera) | C     | Barbara Baldocchi  |
|    | Italia (bandiera) | P     | Cinzia Brambilla   |
|    | Italia (bandiera) | P     | Cristina Capretta  |
|    | Italia (bandiera) | D     | Angela Cosentino   |
|    | Italia (bandiera) | C     | Maria Pia Di Fiore |
|    | Italia (bandiera) | D     | Arianna Dudine     |
|    | Italia (bandiera) | C     | Anna Duò           |
|    | Italia (bandiera) | C     | Manuela Ingrosso   |
|    | Italia (bandiera) | C     | Vanessa Loi        |

| N. |                   | Ruolo | Calciatrice         |
| -- | ----------------- | ----- | ------------------- |
|    | Italia (bandiera) | A     | Adriana Miravalle   |
|    | Italia (bandiera) | A     | Nausica Pedersoli   |
|    | Italia (bandiera) | D     | Elena Rodolfi       |
|    | Italia (bandiera) | D     | Raffaella Salmaso   |
|    | Italia (bandiera) | A     | Alessandra Semeraro |
|    | Italia (bandiera) | A     | Daniela Tavalazzi   |
|    | Italia (bandiera) | D     | Alessandra Viganò   |
|    | Italia (bandiera) | A     | Adele Violi         |